# Santo Spirito (scoglio)
Lo scoglio Santo Spirito (in croato Sveti Duh) è un piccolo isolotto situato nella baia o mare di Novegradi (Novigradsko more) nella regione zaratina, in Croazia.
Sullo scoglio c'è una piccola cappella.

## Geografia
Santo Spirito si trova all'estremità occidentale della baia di Novegradi, dove racchiude a nord la piccola valle Žabokrek; si trova a sud di Possedaria (Posedarje) ed è collegato alla terraferma da una strada.

### Isolotti adiacenti

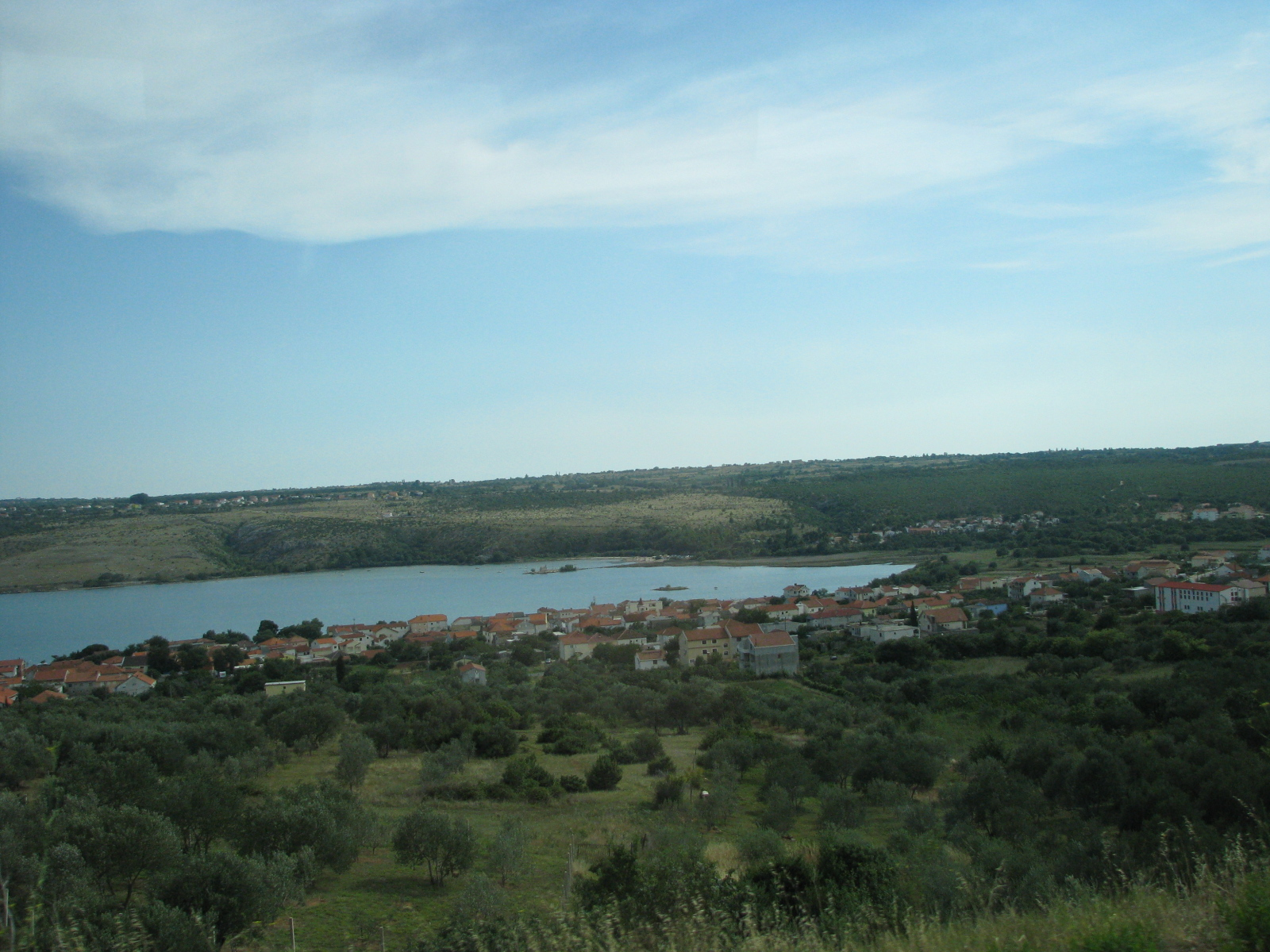
Al centro dell'insenatura è visibile Santo Spirito e Mali Školj

- Scoglio Piccolo[3] (Mali Školj), scoglio dalla forma arrotondata tra Santo Spirito e il porto di Possedaria, da cui dista 130 m[2] 44°11′31″N 15°28′24″E.
- Scoglio Grande[4] (Veli Školj), scoglio arrotondato a nord-est di Santo Spirito, da cui dista circa 1 km[2] 44°12′32″N 15°29′07″E.

### Cartografia
- (HR) Mappa topografica della Croazia 1:25000, su preglednik.arkod.hr. URL consultato il 1º giugno 2017.